# Тюменская ТЭЦ-2

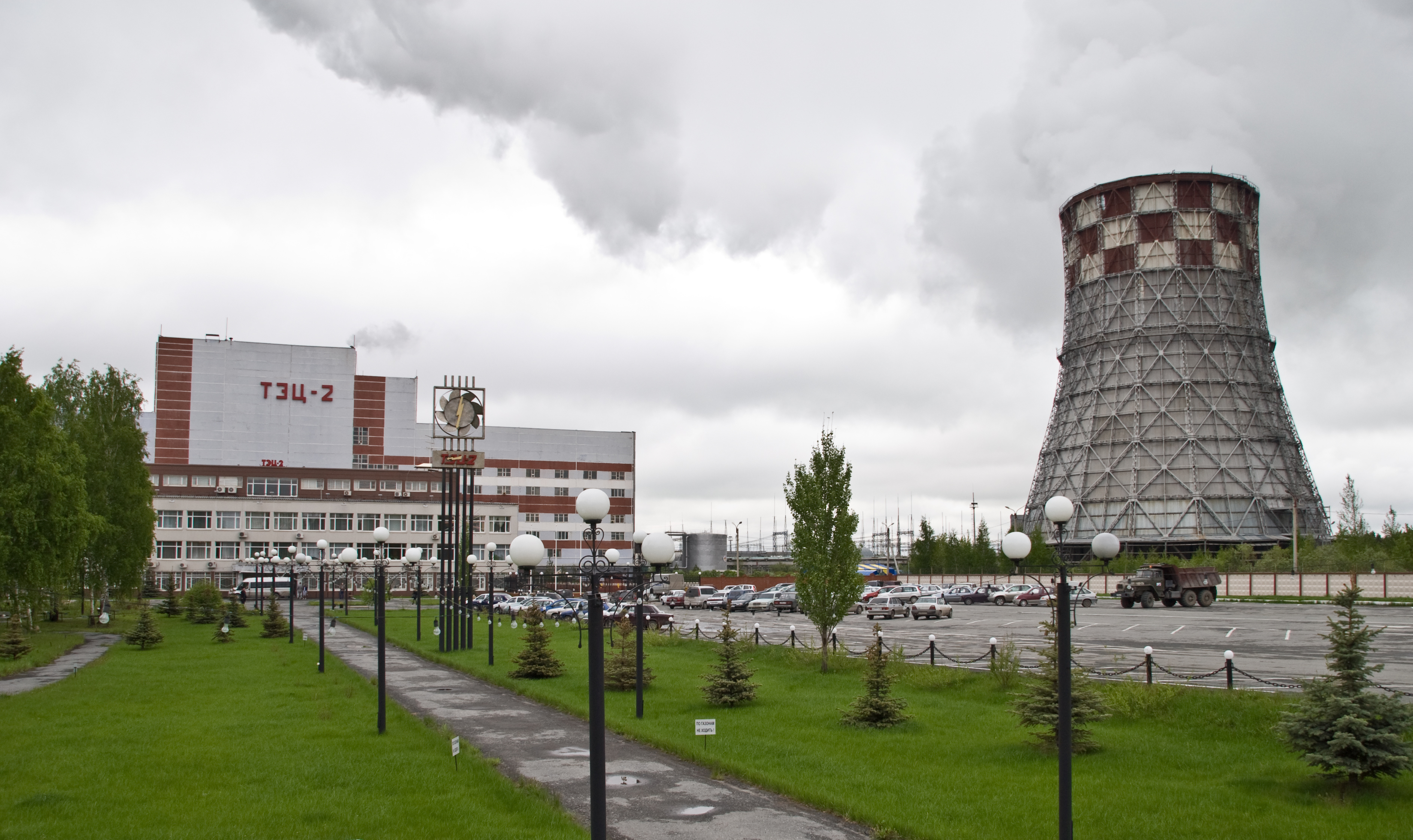
Административное здание

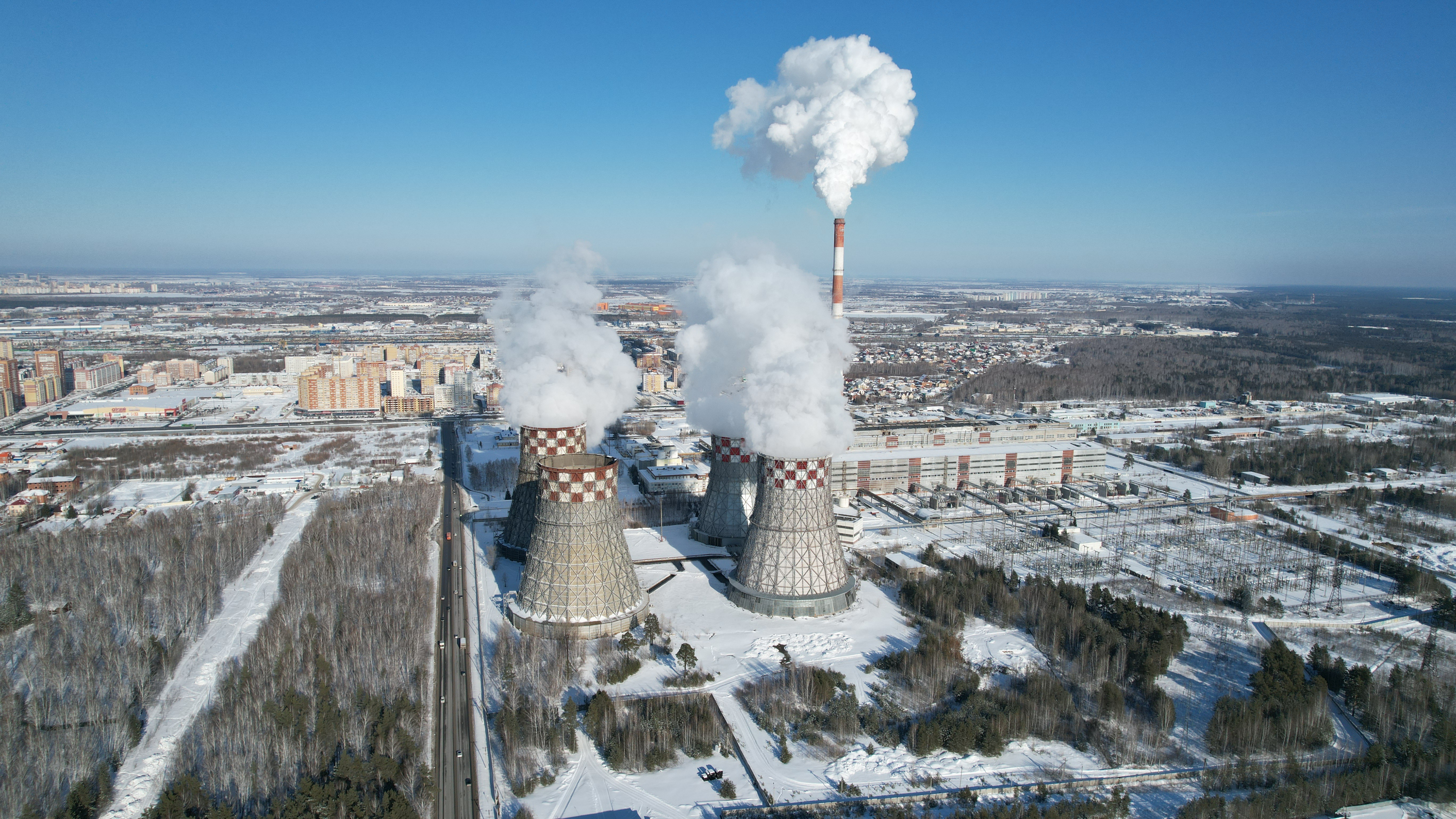
Вид с высоты

Тюменская ТЭЦ−2 — теплоэлектроцентраль, расположенная в юго-восточной части Тюмени, один из двух основных источников теплоснабжения города. Обладает самой высокой топливной эффективностью. Входит в ПАО «Форвард Энерго».

## Общие данные
ТЭЦ-2 расположена в юго-восточной части Тюмени, вблизи микрорайона Войновка. Она является самой крупной теплоэлектроцентралью в ПАО «Форвард Энерго» как по мощности, так и по выработке тепловой и электрической энергии, обладает современным оборудованием с высокой топливной эффективностью. В состав ТЭЦ входят 4 энергетических блока. В пиковой водогрейной котельной установлены 3 паровых котла и 3 пиковых водогрейных котла. Установленная электрическая мощность составляет 755 МВт, тепловая — 1 410 Гкал/ч.
Природный газ составляет 100 % топливного баланса электростанции, в связи с этим в атмосферу выбрасывается минимальное количество вредных веществ. Выдача электрической мощности осуществляется от ОРУ на напряжении 220 и 110 кВ. Система теплоснабжения — закрытая, с выдачей тепла по температурному графику 150/70 °C. Установлена одна железобетонная дымовая труба высотой 240 м. Охлаждение циркуляционной воды обеспечивается четырьмя каркасно-обшивными градирнями площадью орошения 2300 (№ 1) и 3200 м² и высотой 86 м.
Официальный адрес предприятия: 625053, Тюмень, ул. Широтная, 200.

## История
Строительство Тюменской ТЭЦ-2 было начато 1 ноября 1981 года. Генеральным подрядчиком был назначен трест «Тюменьэнергострой». Официальное задание на проектирование было утверждено 29 июня 1982 года. Генеральным проектировщиком было назначено Уральское отделение института ВНИПэнергопром. Строительство шло высокими темпами.
Первый отопительный котёл тепловой мощностью 209 МВт (180 Гкал/ч) заработал в декабре 1985 года, а первый энергоблок ТЭЦ мощностью 210 МВт был включён в сеть в 2 часа 25 минут 9 июля 1986 года. Всего было введено в строй:
- водогрейный котёл № 1 КВГМ-180-150 — 19 декабря 1985 года
- энергоблок № 1 с турбиной Т-180/210-130-1 ЛМЗ зав. № 1819 — 31 июля 1986 года
- энергоблок № 2 с турбиной Т-180/210-130 — 28 марта 1987 года
- энергоблок № 3 с турбиной Т-180/210-130-1 ЛМЗ зав. № 1913 — 29 декабря 1987 года
- водогрейный котёл № 2 КВГМ-180-150 — 18 марта 1988 года
- энергоблок № 4 с турбиной К-215-130 — 27 марта 1990 года
- водогрейный котёл № 3 КВГМ-180-150 — 27 сентября 1990 года
- три паровых котла ГМ-50-14 паропроизводительностью 50 т/ч каждый (пар на производство).

Строительство ТЭЦ было закончено в 1991 году.

## Деятельность
На ТЭЦ установлено следующее основное оборудование:
- Котлоагрегаты ТГМЕ-206 типа Еп-670-13,8-545ГМН, ст. № 1-4, производства ПО «Красный котельщик» (Таганрог). Паропроизводительность котла 670 т/час, давление свежего пара — 13,8 МПа (140 кгс/см²), температура свежего пара и пара промежуточного перегрева — 545/545 °C, КПД котла брутто — 94,4 %. Основное топливо — природный газ, резервное — топочный мазут.
- Турбина ст. № 1-3 типа Т-180/210-130-1 производства ПО «Ленинградский металлический завод» (Санкт-Петербург) является теплофикационной, номинальной мощностью 210 МВт, с двумя теплофикационными отборами пара. Давление свежего пара — 12,8 МПа (130 кгс/см²), температура свежего пара и пара промежуточного перегрева — 540/540 °C.
- Турбина ст. № 4 типа К-215-130-1 ПО «ЛМЗ» является конденсационной, номинальной мощностью — 215 МВт, с семью нерегулируемыми отборами пара. Параметры пара такие же, как на теплофикационных турбинах Т-180/210-130-1.
- Генераторы ТГВ-2МУЗ производства НПО «Электротяжмаш» (Харьков) мощностью 220 МВт, напряжением 15,75 кВ, с тиристорным возбуждением, водородным охлаждением обмотки ротора и водяным охлаждением обмотки статора.
- Газомазутные водогрейные котлы КВГМ-180-150-2 тепловой мощностью 209 МВт (180 Гкал/ч). Котёл — прямоточный, с Т-образной компоновкой, рассчитан на сжигание газа и мазута. Топочная камера котла № 1 оборудована шестью вихревыми газомазутными горелками, котлов № 2 и 3 — восемью горелками. Расчетное давление воды 2,5 МПа[6]. Внедрена автоматизированная система управления водогрейными котлами[7].
- Паровые котлы в водогрейной котельной типа ГМ-50-14, ст. № 1-3, паропроизводительностью 50 т/ч, с давлением насыщенного пара 1,4 МПа (14 кг/см²) и температурой 197 °С.

ТЭЦ-2 поставляет около 40 % тепла, необходимого городу. Расход электроэнергии на собственные нужды составляет: на выработку электроэнергии 272,262, на выработку тепловой энергии 104,936, на хозяйственные нужды 3,207 млн кВт·ч.